# Гіларі Шепард
Гіларі Шепард (англ. Hilary Shepard), до шлюбу — Шапіро (англ. Shapiro; 10 грудня 1959 , Нью-Йорк , Нью-Йорк (США) — американська акторка та співачка.

## Життєпис
Гіларі Шапіро народилася 10 грудня 1959 року в Нью-Йорку (штат Нью-Йорк, США). Наприкінці 1980-х років була солісткою і ударницею в недовговічному дівочому музичному гурті «American Girls».
Коли гурт розпався, почала акторську кар'єру, з'явившись у багатьох фільмах і телесеріалах. Шапіро-Шепард найбільш відома роллю злої піратської королеви Діватокс у фільмі «Турбо: фільм про могутні рейнджери». У першій половині телесеріалу «Могутні рейнджери: Турбо» Шепард була замінена акторкою Керол Гойт у ролі Діватокс, оскільки вона була у декретній відпустці, але пізніше повернулася до ролі у другій половині серіалу.
Шепард також виконала дві ролі в телесеріалі «Зоряний шлях: Глибокий космос 9» — Прапорщика Хою та Лорен, однієї з генетично посилених людей. Зіграла Зену у фільмі «Сканер-поліцейський».
Шеперд і акторка Деріл Ганна спільно створили дві настільні ігри: «Love It or Hate It» та «LIEbrary», остання з яких була анонсована Ганною на «Шоу Еллен Дедженерес» у грудні 2005 року.
У 2017 році вона зіграла в короткометражному фільмі «Орден».
У 1997 році Гіларі Шапіро одружилася з художником-постановником Ніком Тернером, народила двох дочок — Скарлетт Роуз і Кессіді Тернер, пізніше розлучилася.

## Вибрана фільмографія
| Рік       |    | Українська назва                | Оригінальна назва              | Роль             |
| --------- | -- | ------------------------------- | ------------------------------ | ---------------- |
| 1985      | ф  | Приватний курорт                | Private Resort                 | Шірлі            |
| 1985      | ф  | Радіоактивні мрії               | Radioactive Dreams             | лідерка байкерів |
| 1986      | ф  | Круті хлопці                    | Tough Guys                     | Сенді            |
| 1987      | с  | П'ятниця, 13-те                 | Friday the 13th: The Series    | Леді Смерть      |
| 1988      | ф  | Везучка                         | Lucky Stiff                    | Ціссі            |
| 1988      | с  | Сімейні узи                     | Family Ties                    | Іветт            |
| 1989      | с  | Мерфі Браун                     | Murphy Brown                   | Джессі           |
| 1989      | ф  | Рота Беверлі-Хіллз              | Troop Beverly Hills            | продавчиня       |
| 1989      | с  | Золоті дівчата                  | The Golden Girls               | Іветт            |
| 1992      | с  | Повний дім                      | Full House                     | Джулі            |
| 1994      | ф  | Сканер-поліцейський             | Scanner Cop                    | Зена             |
| 1995      | ф  | Теодор Рекс                     | Theodore Rex                   | Сара Хімінес     |
| 1996—1998 | с  | Зоряний шлях: Глибокий космос 9 | Star Trek: Deep Space Nine     | Хоя / Лорен      |
| 1997      | с  | Могутні рейнджери: Турбо        | Power Rangers Turbo            | Діватокс         |
| 1998      | тф | Воз'єднання сімейки Аддамс      | Addams Family Reunion          | Кетрін Адамс     |
| 1998      | с  | Могутні рейнджери: У космосі    | Power Rangers in Space         | Діватокс         |
| 1999      | с  | Діагноз: вбивство               | Diagnosis: Murder              | Бренда Лок       |
| 1999      | с  | Місто прибульців                | Roswell                        | медсестра Сьюзан |
| 2002      | с  | Розслідування Джордан           | Crossing Jordan                | Праці            |
| 2002      | с  | C.S.I.: Місце злочину           | CSI: Crime Scene Investigation | Місіс Дель Негро |
| 2005      | ф  | Сорокалітній незайманий]        | The 40-Year-Old Virgin         | дівчина в барі   |